# Liste der Bahnhöfe und Haltepunkte von Worms
Die Liste der Bahnhöfe und Haltepunkte in Worms umfasst die zwei im Personenverkehr bedienten Bahnhöfe und Haltepunkte sowie die zahlreichen außer Betrieb genommenen Stationen in der rheinland-pfälzischen Stadt Worms. Bei Stationen, die ihre Bezeichnung im Laufe ihres Bestehens gewechselt haben, ist für die Einordnung in die Liste die jeweils zuletzt verwendete Bezeichnung gewählt.
Der erste Bahnhof in Worms war der heutige Hauptbahnhof, der von der Hessischen Ludwigsbahn 1853 für die Strecke Mainz–Ludwigshafen in Betrieb genommen wurde.

## Legende
| Farbcode        | Farbcode    | Farbcode     | Farbcode            |
| --------------- | ----------- | ------------ | ------------------- |
| Regionalbahnhof | Fernbahnhof | Güterbahnhof | aufgelassen/Planung |

## Stationsverzeichnis
| Name                     | Stadtteil               | Gattung         | Strecke(n) | Inbetrieb- nahme | Anmerkung |
| ------------------------ | ----------------------- | --------------- | --- | ---------------- | --- |
| Abenheim                 | Abenheim                | Bahnhof         | Worms–Gundheim (km 8,1) | 1903–1968        | Personenverkehr eingestellt: 1961 |
| Güterbahnhof Worms       | Innenstadt              | Güterzüge       | Mainz–Mannheim (km 45,9) Worms–Bingen (km 0,0) Worms–Biblis (km 0,0) Worms–Bensheim (km 0,0) Worms–Weinheim (km 0,0) Worms–Grünstadt (km 0,0) Worms–Gundheim (km 0,0) | 1853             | |
| Hafenbahnhof Worms       | Innenstadt              | Bahnhof         | Hafenbahn Worms | 1870             | Aufgabe des Personenverkehrs 1904 |
| Heppenheim (Rheinhessen) | Heppenheim              | Bahnhof         | Worms–Grünstadt (km 9,0) | 1900–1969        | Personenverkehr 1968 eingestellt |
| Herrnsheim               | Herrnsheim              | Bahnhof         | Worms–Gundheim (km 3,3) | 1903–1968        | Personenverkehr eingestellt: 1961 |
| Horchheim                | Horchheim               | Bahnhof         | Worms–Grünstadt (km 5,1) | 1900–1969        | Personenverkehr 1968 eingestellt |
| Pfeddersheim             | Pfeddersheim            | RB              | Worms–Bingen (km 6,1) | 1864             | |
| Rosengarten              | Lampertheim–Rosengarten | Bahnhof         | Riedbahn Worms–Bensheim Bahnstrecke Weinheim–Worms | 1869–1901        | Der Bahnhof Rosengarten lag zwar nicht in der Gemarkung von Worms, diente aber als Endbahnhof der von Osten auf Worms zuführenden Strecken, bevor 1901 mit der Rheinbrücke Worms die erste Eisenbahnbrücke bei Worms über den Rhein in Betrieb ging. |
| Vorstadt                 | Innenstadt              | Haltepunkt      | Worms–Grünstadt (km 1,4) | 1900–1968        | |
| Weinsheim                | Weinsheim               | Haltepunkt      | Worms–Grünstadt (km 4,4) | 1900–1969        | Personenverkehr 1968 eingestellt |
| Wiesoppenheim            | Wiesoppenheim           | Bahnhof         | Worms–Grünstadt (km 6,0) | 1900–1969        | Personenverkehr 1968 eingestellt |
| Worms-Brücke             | Innenstadt              | Haltepunkt      | Worms–Biblis (km 2,3) | 1900–2014        | Ursprünglich: Worms-Rhein |
| Worms Hauptbahnhof       | Innenstadt              | ICE, IC, RE, RB | Mainz–Mannheim (km 45,9) Worms–Bingen (km 0,0) Worms–Biblis (km 0,0) Worms–Bensheim (km 0,0) Worms–Weinheim (km 0,0) Worms–Grünstadt (km 0,0) Worms–Gundheim (km 0,0) | 1853 (1903)      | |
| Worms-Pfiffligheim       | Pfiffligheim            | Haltepunkt      | Worms–Bingen | 1864–?           | |
| Zollhaus                 | Innenstadt              | Haltepunkt      | Worms–Grünstadt (km 3,4) | 1900–1968        | |